# Деккер, Тристан
Тристан Деккер (нидерл. Tristan Dekker; род. 27 марта 1998 года, Гаага, Нидерланды) — нидерландский футболист, защитник.

## Клубная карьера
Деккер — воспитанник клубов «Хагландия» и АДО Ден Хааг. В 2016 году Тристан подписал профессиональный контракт с ВВВ-Венло. 12 августа 2016 в матче против «МВВ Маастрихт» он дебютировал в Эрстедивизи. По итогам сезона Деккер помог клубу выйти в элиту. 12 августа 2017 года матче против роттердамской «Спарты» он дебютировал в Эредивизи.

## Международная карьера
В 2017 году в составе юношеской сборной Нидерландов Деккер принял участие в юношеском чемпионате Европы в Грузии. На турнире он сыграл в матчах против команд Германии, Англии и Португалии.